# Georges Dommée
Georges Dommée est un architecte français né à Chahaignes le 25 octobre 1861 et mort en 1943. Il est l’auteur des plans de plusieurs villas balnéaires de La Baule-Escoublac.

## Biographie
Georges Dommée naît en 1861.
Il est formé dans l’atelier de Georges Lafont à Nantes et ouvre un cabinet d’architecte en 1905 à Saint-Nazaire.
Il dessine les plans de constructions bauloises telles que 
- la villa Cap d'Ail (vers 1925[3]) ;
- la villa Chantecler (vers 1926[4]) ;
- la villa Clarita (vers 1913[5]) ;
- la villa Les Clochettes (1905[6]) ;
- la villa La Coryphée (vers 1925[7]) ;
- la villa Dhelia (en 1914[8]) ;
- la villa Esclarmonde (1906[9]) ;
- la villa La Falotte (1925[10]) ;
- la villa Les Hirondelles (vers 1925[11]) ;
- la villa Les Iris (vers 1913[12]) ;
- la villa Janni (en 1914[13]) ;
- la villa Juan-Les-Pins (vers 1927[14]) ;
- la villa Jeanne André (1922[15]) ;
- la villa Julianicis (vers 1926[16]) ;
- les villas jumelles La Mancelle et La Tourangelle (1905[17]) ;
- la villa La Mauricette (vers 1910[18]) ;
- la villa Monaco (vers 1925[19]) ;
- la villa Monté Carlo (1924[20]) ;
- la villa Musset (début XXe siècle[21]) ;
- la villa Nice (vers 1921[22]) ;
- la villa Orphée (1921[23]) ;
- la villa Papi Oka (vers 1926[24]) ;
- la villa Passe Rose (reprise en 1932 d'une maison construite vers 1913[25]) ;
- la villa La Renaissance (vers 1923[26]) ;
- les villas jumelles Saint-Cosme et Saint-Damien (1924[27]) ;
- la villa Sole Mio (vers 1910[28]) ;
- les villas jumelles Sylvia et Coppelia (1905[29]) ;
- la villa Tiabel (1900[30],[31]) ;
- la maison dite La Villa d'Azur (vers 1930[32]).

Après la Première Guerre mondiale, il construit la villa Léoval au Pouliguen.
En 1922, il dessine pour André Pavie la mairie d’Escoublac-la Baule. En 1926, il conçoit la villa balnéaire bauloise Clos Robert et en 1928 l’hôtel Adriana .
Dans les années 1930, il construit la villa Renaissance à Pornichet.